# Крафт, Георг Вольфганг
Георг Вольфганг Крафт (1701—1754) — физик, математик, академик Санкт-Петербургской академии наук. Отец Л. Ю. Крафта.

## Биография
Бильфингер, приглашенный в Санкт-Петербургскую академию, предложил Крафту ехать в Санкт-Петербург. Крафт стал академиком сначала по кафедре общей математики, а потом физики.
Сначала Крафт состоял преподавателем в академической гимназии, затем (с 1727 г.) при академике Делиле для астрономических наблюдений на обсерватории, в 1731 г. назначен адъюнктом по кафедре «генеральной математики», а в 1733 г., вместо Эйлера, получил кафедру теоретической и опытной физики. Вместо умершего Байера Крафт был назначен в 1738 году инспектором академической гимназии. В 1744 году Крафт уволился и возвратился в родной Тюбинген, где продолжил деятельность в качестве профессора математики в университете. Вместо себя на академическую службу Крафт рекомендовал профессора Г. В. Рихмана, а обязанности инспектора академической гимназии сдал С. П. Крашенинникову. Оставшись почётным членом Петербургской Академии наук, он в течение 10 последующих лет, вплоть до самой смерти, вёл научную переписку с Академией и, кроме того, должен был всячески помогать русским, посланным для занятий в чужие края.
Георг Крафт в 1738 году женился на Екатерине Фельтеной — дочери эконома Академии наук Матиаса Фельтена, сестре будущего архитектора Ю. М. Фельтена. Так как Матиас скончался в 1736 году, Крафт взял на себя заботу о семействе. Как только положение Крафта после возвращения в Тюбингенский университет упрочилось, в 1745 году он вызвал к себе оставшуюся в Петербурге семью.
Молодой Фельтен в течение нескольких лет изучал у Крафта математические и физические науки.
Работы в области физики посвящены гидродинамике, теплоте, термометрии, оптике, акустике, магнетизму. Осуществил исследования по определению показателя преломления и плотности льда, а также некоторых других его свойств, определял силу притяжения магнитов. Работал над усовершенствованием различных физических приборов, в частности термометров и барометров. Первый в России начал опыты по калориметрии. Первый предложил (1744) эмпирическую формулу для температуры смеси горячей и холодной воды.
Значительны заслуги Крафта в упорядочении и расширении физического кабинета Петербургской АН. Ему удалось пополнить кабинет большим количеством приборов и инструментов, оборудовать для демонстрации опытов физическую аудиторию. Благодаря усилиям Крафта физический кабинет Академии стал одним из лучших в Европе. Написал ряд научных и научно-популярных статей и книг, в частности прочитал первый полный курс лекций по физике и написал (1738) первый учебник физики для студентов. Многое сделал для популяризации гелиоцентрической системы мира.
Крафт был профессором физики, когда М. В. Ломоносов был назначен адъюнктом по физике. Ломоносов относился к нему с большим уважением, которое сохранял и после отъезда Крафта из Петербурга. Ломоносовым были переведены на русский язык ряд сочинений Крафта, в частности, «О сохранении здравия», «Продолжение описания разных машин», «О варении селитры» и «Продолжение о твердости разных тел».
Провел все научные и инженерные расчеты для создания известного «Ледяного дома» и оставил его подробное описание в книге «Подлинное и обстоятельное описание построенного в Санкт-Петербурге в Генваре месяце 1740 года Ледяного дома и находившихся в нём домовых вещей и уборов».
Был известен также как составитель гороскопов.